# Проєкт «Папа»
«Проєкт Папа» (англ. Project Pope) — науково-фантастичний роман Кліффорда Сімака, вперше опублікований 1981 року.
У 1982 році роман був номінований як на премію «Г’юго» за найкращий роман, так і на премію «Локус» за найкращий науково-фантастичний роман.
Цей роман досліджує дихотомію між знаннями та вірою.

## Зміст
На необжитій планеті «Кінець Нічого» на краю Галактики група роботів та їхніх помічників створюють релігійну установу під назвою «Ватикан 17». Ця група бере участь у секретному проєкті зі створення непогрішимого Папи, суперкомп'ютера, що містить усі знання, які можна отримати з цього Всесвіту та інших вимірів.
Інформацію збирають люди-екстрасенси, які називаються «слухачами», що можуть подумки подорожувати на інші планети та виміри. Їхній досвід записується на «кубах знань» і зрештою передається Папі. Ґрунтуючись на засвоєнні Папою всіх знань, як про матеріальні, так і про духовні питання, роботи сподіваються заснувати справді універсальну релігію.
Релігійна криза виникає, коли Мері — одна із їхніх «слухачів», стверджує, що знайшла рай. «Фанатична фракція» роботів наполягає на канонізації Мері. Поміркована фракція роботів сумнівається в автентичності раю Мері. Ватикан побоюється припинення пошукової програми. Мері хворіє, нею опікується новоприбулий лікар Джейсон Тенісон. Він зближується з Джил Робертс, репортеркою, яка хоче написати офіційну історію колонії.
Під час дослідження околиць Джейсон зустрічає відлюдника Томаса Декера, якого зазвичай супроводжує Шепіт. Шепіт є представником виду аборигенів планети. Він має можливість розмовляти з Декером і незабаром з’ясовує, що йому легше телепатично спілкуватися з Джейсоном та Джил, ніж з Декером.
Декер каже Джейсону, що, можливо знає, де знаходиться рай Мері. Незабаром Декера вбиває один із роботів фракції фанатиків, щоб зберегти місцезнаходження в секреті. Джейсон, Джил і Шепіт дізнаються місце розташування раю Мері від осіб-рівнянь з іншого виміру. В «раю» вони зустріли кількох інопланетян, у тому числі тріаду інопланетян: що складається з снопа з 13 очима, бульбашки на ім’я Смокі та м'ячика-восьминога Плюха. Там вони також зустрічають Декера, точніше його двійника. «Рай» Мері виявляється авторитарним центром галактичних досліджень, який збирає фізичні зразки форм життя з усієї Галактики. Джейсон та інші намагаються повернутися до Ватикану з доказом того, що рай Мері не справжній.
Група переміщується назад на «Кінець Нічого», включаючи тріаду інопланетян, таким чином надаючи доказ того, що рай Мері не є справжнім. Кардинали у Ватикані приймають ці докази, і Пошукова програма відновлюється.

## Персонажі
- Томас Декер — людина, мандрівник, аварійно приземлилася на планеті, живе самітником в лісі
- Доктор Джеймс Тенісон – людина, втікач від помсти, новий лікар у «Ватикані 17»
- Джил Робертс – людина, журналістка-розслідувачка, пише історію про маловідомий «Ватикан 17» та їхні проєкти
- Шепіт — «пильовик», істота, фізична форма якої схожа на хмарку блискучого пилу і яка може спілкуватися телепатично
- Екуаєр – людина, керівник пошукової програми Ватикану
- Мері – людина, «слухач», здатний ментально мандрувати в інші світи та виміри
- Кардинал Енох Теодосій – робот, кардинал Ватикану 17, медіатор між фанатичною фракцією роботів і прихильниками Програми пошуку

## Використання знань
В романі різні персонажі використовують накопичення знань для різних цілей: для власного задоволення, побудови віри, захоплення влади та ін.
- Шепіт — полює на знання інстинктивно для власного задоволення;
- Особи-рівняння — генерують знання, не мають можливості застосувати їх, але дуже хочуть;
- Папа — узагальнює знання, сумнівається в побудові універсальної релігії;
- Керівники «раю» — збирають знання для захоплення Галактики;
- Прихильники Програми пошуку: Екуаєр, Теодосій та інші старі роботи з Землі — збирають знання для побудови універсальної релігії;
- Фанатична фракція: Мері, молоді роботи побудовані на «Кінець Нічого» — не бачать потреби в накопиченні знань.